# Lionel Lewis
Lionel Lewis (* 16. Dezember 1982 in Singapur) ist ein ehemaliger singapurischer Fußballspieler.

## Karriere

### Verein
Lionel Lewis erlernte das Fußballspielen in der Schulmannschaft der Novation Business School. Bis 2002 stand er bei Geylang United unter Vertrag. Von 2003 bis 2004 spielte er bei den Young Lions. Die Young Lions sind eine U23-Mannschaft die 2002 gegründet wurde. In der Elf spielen U23-Nationalspieler und auch Perspektivspieler. Ihnen soll die Möglichkeit gegeben werden, Spielpraxis in der ersten Liga, der Singapore Premier League, zu sammeln. Home United nahm ihn Anfang 2005 unter Vertrag. 2011  gewann er mit Home den Singapore Cup. Das Endspiel gegen Albirex Niigata (Singapur) gewann man mit 1:0 nach Verlängerung.
Am 1. Januar 2013 beendete er seine Karriere als Fußballspieler.

### Nationalmannschaft
Lionel Lewis spielte von 2002 bis 2011 18-mal für die singapurische Nationalmannschaft.

## Erfolge
Home United
- Singapore Cup: 2011